# The Case Against 8
The Case Against 8 è un film documentario del 2014 diretto da Ben Cotner e Ryan White. 
L'opera, di produzione statunitense, viene presentata in anteprima al Sundance Film Festival 2014 e, dopo la proiezione in altri festival, il film ha avuto una distribuzione nelle sale cinematografiche dal giugno 2014. Il film documenta la battaglia legale per ribaltare la Proposition 8 in California.

## Trama
Dopo che la Corte Suprema della California decretò, nel maggio 2008, che le coppie dello stesso sesso potevano sposarsi, fu proposta agli elettori una modifica della costituzione statale per definire il matrimonio solo come tra "un uomo e una donna". Dopo che la proposta fu approvata un gruppo ha deciso di contestare la costituzionalità dell'emendamento. Questo documentario segue gli sforzi dei querelanti e degli avvocati per quattro anni, mentre il caso si snoda attraverso i tribunali.

## Accoglienza

### Critica
Sull'aggregatore di recensioni Rotten Tomatoes il film ha una valutazione positiva del 92% con una media voto di 7.2/10. Su Metacritic l'opera ha una valutazione di 72/100.

## Riconoscimenti
- Sundance Film Festival - 2014
  - Premio alla regia nella categoria documentario degli Stati Uniti
- Dorian Awards - 2015
  - Miglior film documentario dell'anno
- GLAAD Media Award - 2015 
  - Candidatura al miglior documentario
- Primetime Emmy Awards - 2015 
  - Candidatura a Miglior speciale documentario o non-fiction
  - Candidatura a Miglior montaggio video per un programma non-fiction